# Носівська міська територіальна громада
Носівська міська громада — територіальна громада в Україні, в Ніжинському районі Чернігівської області. Адміністративний центр — місто Носівка.
Площа громади — 511,95 км², населення — 19 677 мешканців (2018).
Утворена 30 вересня 2016 року шляхом об'єднання Носівської міської ради та Володьководівицької, Іржавецької, Козарівської, Тертишницької сільських рад Носівського району.
Відповідно до розпорядження Кабінету Міністрів України № 730-р від 12 червня 2020 року «Про визначення адміністративних центрів та затвердження територій територіальних громад Чернігівської області», до складу громади була включена територія Держанівської сільської ради Носівського району.
19 липня 2020 перейшла з Носівського району до Ніжинського району внаслідок ліквідації першого. 

## Населені пункти
До складу громади входять 1 місто (Носівка) і 20 сіл: Адамівка, Андріївка, Ведмедівка, Володькова Дівиця, Дебреве, Держанівка, Дослідне, Іржавець, Кобилещина, Козари, Коробчине, Криниця, Лісові Хутори, Лукашівка, Підгайне, Ставок, Сулак, Тертишники, Яблунівка та Ясна Зірка.